# Похгаммер, Лео Август
Лео Август Похгаммер (или Поххаммер, нем. Leo August Pochhammer; 25 августа 1841, Штендаль, Пруссия — 24 марта 1920, Киль, Германия) — немецкий математик, известный своими работами по теории дифференциальных уравнений и специальных функций. В его честь назван символ Похгаммера, который широко используется в теории обобщённых гипергеометрических функций.

## Биография
Лео Август Похгаммер родился 25 августа 1841 года в Штендале, который тогда находился на территории Пруссии. Он вырос в Берлине, а с 1859 по 1863 год изучал математику и физику в берлинском университете Фридриха Вильгельма. Его научным руководителем был Эрнст Куммер, а его диссертационная работа называлась «De superficiei undarum derivatione». В 1872 году Похгаммер получил статус хабилитированного доктора в области математики.
C 1874 года до выхода на пенсию в 1919 году Лео Август Похгаммер работал в университете имени Христиана Альбрехта в Киле. С 1877 года он был профессором математики этого университета, а в 1893—1894 годах — ректором.

## Научная деятельность
В честь Лео Августа Похгаммера назван символ Похгаммера
{\displaystyle (a)_{n}={\frac {\Gamma (a+n)}{\Gamma (a)}}=\prod _{k=1}^{n}(a+k-1)},
который он использовал для описания обобщённых гипергеометрических функций.
Его имя также носит так называемый контур Похгаммера, исключающий две точки комплексной плоскости при контурном интегрировании (независимо от Похгаммера, такой контур был рассмотрен Мари Энмоном Камилем Жорданом).
Похгаммер также написал ряд работ по теории обыкновенных дифференциальных уравнений, дифференциальных уравнений в частных производных, а также по теории упругости. В частности, его именем названо обыкновенное дифференциальное уравнение с полиномиальными коэффициентами специального вида — уравнение Похгаммера.